# Фитостерины
Фитостерины, растительные стерины, фитостеролы, растительные стеролы — органические вещества группы стероидных спиртов, присутствующие в растениях. В чистом виде фитостерины выглядят как мягкий белый порошок с характерным запахом, нерастворимый в воде и растворимый в спирте. Фитостерины используются в медицине, косметике, в качестве пищевых добавок.

## Химическая структура
- Номенклатура атомов в молекуле стероида
- β-ситостерол (β-ситостерин)
- Кампестерол[англ.]
- Стигмастерол[англ.]
- Стигмастанол[англ.]
- Кампестанол[англ.]
- Брассикастерол[англ.]
- Циклоартенол[англ.]

- Из β-ситостерина при удалении атома углерода 242 получается кампестерин[англ.].
- Удалением атомов углерода 241 и 242 получится холестерин.
- После удаления атомов водорода у атомов углерода 22 и 23 будет получен стигмастерин[англ.] (stigmasta-5,22-dien-3β-ol).
- Удаление углерода 242 и водородов у атомов 22 и 23 приводит к брассикастерину[англ.] (ergosta-5,22-dien-3β-ol).
- Дальнейшее удаление атомов водорода у атомов углерода 7 и 8 у уже полученной молекулы брассикастерина приводит к появлению эргостерина (ergosta-5,7,22-trien-3β-ol).
- При восстановлении β-ситостерола получается стигмастанол[1]. Другой путь его образования — гидрирование стигмастерола[2]

## Распространённость
Фитостерины являются структурными компонентами клеточной мембраны (в клетках млекопитающих ту же роль выполняет холестерин).
Фитостерины присутствуют в небольших количествах в растительных маслах, особенно в маслах облепихи крушиновидной (1640 мг/100 г масла), кукурузы (968 мг/100 г) и сои (327 мг/100 г масла).

## Использование
Поскольку {\displaystyle \beta }-ситостерин присутствует в наземных растениях и лишь изредка встречается в одноклеточных водорослях, он может быть использован как биологический маркер для определения количества материала наземного происхождения в пробе. Как было сказано раньше, стерины в основном нерастворимы в воде и, либо станут суспензией, которую будет легко выделить в растворе, либо выпадут в осадок. Основываясь на эффектах поверхностного натяжения в жидкостях и разнице в весе между суспензией и твёрдым материалом, можно определить конкретный вид стерина и затем по нему определить происхождение исследуемого материала.
Также на основе фитостеринов можно определять качество пищевых масел. Наличие в масле брассикастерина (также как линоленовой и эруковой кислот) свидетельствует о подмене подсолнечного масла и соевого масла маслом из семян рапса, поскольку брассикастерин отсутствует и в соевом масле, и в подсолнечном масле, а в рапсовом масле содержится приблизительно 1400 мг/кг брассикастерина. Таким образом по концентрации брассикастерина можно выяснить, какая доля рапсового масла была добавлена в продукт.

### Пищевые добавки
Фитостерины уменьшают усвоение холестерина из пищи, в частности, эргостерол снижает всасывание холестерина в толстом кишечнике и может снизить риск развития рака желудка.
В качестве биологически активной добавки используется вещество холестатин, которое существует отдельно от растительных масел и является смесью кампестерина, стигмастерина и брассикастерина. Стерины могут уменьшить концентрацию холестерина в человеческом организме более чем на 15 %.
Механизм, по которому фитостерин уменьшает холестерин, следующий: проникновение холестерина в мицеллах в пищевом тракте ингибируется, в результате общий объём всасываемого холестерина снижается. Это свойство фитостерина помогает контролировать уровень холестерина в человеческом теле. Качество контроля определяется способностью модифицировать уровни HDL (липопротеиды высокой плотности), LDL (липопротеиды низкой плотности) и TAG. В начале XXI века появились некоторые животные масла, маргарины, сухие завтраки, которые содержат в себе добавки фитостеринов. Это происходит оттого, что люди хотят уменьшить потребляемый ими уровень холестерина. Эти маркетинговые ожидания приводят к стимулированию производителей продуктов питания.

## Критика
Несмотря на существующие свидетельства о том, что фитостерины способны уменьшать уровень холестерина у людей, ряд исследований показал, что влияние фитостеринов на человеческий организм неоднозначно, и они могут увеличивать вероятность сердечно-сосудистых заболеваний и смерти.
На 2022 год исследователи выяснили, что растительные стерины не снижают уровень липопротеинов низкой плотности в крови, хотя многие пациенты младше 65 лет отказываются от лекарств в пользу биологически активных добавок с растительными стеринами.